# Nowosybirski Teatr Opery i Baletu
Nowosybirski Teatr Opery i Baletu (ros. Новосибирский театр оперы и балета), właściwie: Nowosybirski Państwowy Akademicki Teatr Opery i Baletu (ros. Новосибирский государственный академический театр оперы и балета) – główny teatr Nowosybirska, największy i najnowocześniejszy budynek teatru operowego w Rosji, położony przy Placu Lenina, jeden z symboli miasta. Wystawia przedstawienia operowe i baletowe. 

## Historia
Przed przewrotem bolszewickim sfera kulturalna w Nowonikołajewsku nie była priorytetem dla władz miasta. Pomimo szybkiego rozwoju większość środków inwestowano głównie w obiekty infrastruktury i rozbudowę miasta. W 1896 powstała na tym terenie pierwsza amatorska grupa teatralna, kierowana przez jednego z miejscowych nauczycieli. Działała ona na terenie wybudowanego w 1898 drewnianego audytorium, a także w budynku rady miejskiej oraz budynku stacji kolejowej, a wystawiała ona m.in. Iwana Susanina Michaiła Glinki. W późniejszych latach Nowonikołajewsk odwiedzały m.in. profesjonalne grupy teatralne z Petersburga i Moskwy. Wielkie zniszczenia jakich w okresie wojny domowej doznał region dzisiejszego Nowosybirska nie ułatwiały poważnych inwestycji, sowieckim już, władzom miejskim. Zdawały sobie one jednak doskonale sprawę, że miasto powinno zyskać stały budynek teatralny (z przeznaczeniem na przedstawienia operowe i baletowe) z profesjonalnym zespołem. Miał on stanowić jeden z elementów propagandy bolszewickiej; tworzenia nowego, sowieckiego człowieka oraz walki z analfabetyzmem. Pierwsze pomysły budowy pojawiły się już w 1920, gdy rozważano pomysł utworzenia Teatru Syberyjskiego. Rzeczywiście udało się uruchomić kilka stałych grup teatralno-operowych w mieście (m.in. przeniesiono do miasta Syberyjski Sowiecki Teatr Opery i Dramatu z Omska), ale mimo cały czas debatowano nad budową tzw. Teatru Wielkiego. Rozważano wiele opcji, m.in. rozbudowę na potrzeby teatralne Pałacu Pracy lub umieszczenie teatru w tzw. Domu Lenina. W latach dwudziestych i trzydziestych pojawiały się też projekty budowy niezależnego budynku teatralnego. Powołano też m.in. komitet mający na celu promocję budowy nowego teatru, zbieranie środków i projektów. 15 maja 1931 Ludowy Komisariat Oświaty zatwierdził projekt budowy teatru operowego autorstwa Aleksieja Grinberga i przeznaczył na ten cel 5,6 milionów rubli.

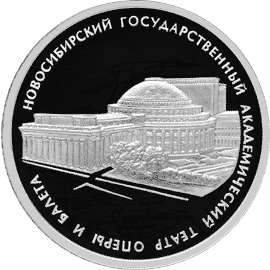
Teatr Opery i Baletu na pamiątkowej monecie.

22 maja 1931 uroczyście wmurowano kamień węgielny pod budowę budynku. Projekt zakładał wzniesienie budowli w stylu konstruktywizmu, którego charakterystycznym elementem miała stać się wielka kopuła. Jeśli chodzi o wystrój zewnętrzny, to miał się on odznaczać brakiem elementów dekoracyjnych, co miało podkreślać swoistą czystość i ascetyzm architektury. Na tej samej zasadzie we wnętrzach teatru miała dominować biel oraz brak ozdobników. Budynek Teatru Opery i Baletu miał być w założeniach jego projektantów i architektów syntezą technologii i sztuki. Pod budowę teatru wyburzono 29 budynków, zmieniono układ ulic, a w zależności od miejsca fundamenty wbito na głębokość od kilku do kilkunastu metrów. Budowa nastręczała wiele problemów, m.in. z zamarzaniem gruntu, stabilnością fundamentów, akustyką wewnątrz budowli, odpowiednim dopasowaniem kopuły, a także z dostawami materiałów budowlanych oraz brakiem specjalistycznego sprzętu. W 1934 ukończono pierwszy etap budowy kopuły. W międzyczasie zmieniły się pryncypia sowieckiej sztuki. Odchodzono od dotychczasowych stylów, na rzecz oficjalnie przyjętego socrealizmu. Zmiana ta wpłynęła także na dotychczasowy projekt Nowosybirskiego Teatru Opery i Baletu, który został poddany krytyce (m.in. przez Aleksieja Szczusiewa). Spowodowało to, że władze miejskie i partyjne zdecydowały się na naniesienie poprawek do projektu. Wprowadzono formy bardziej klasyczne, m.in. kolumnadę, architektura oraz wystrój wnętrza miały teraz być bardziej monumentalne i podkreślać potęgę i rozwój sowieckiej Syberii. Wnętrza nie miały już być ascetyczne, z dominacją bieli i brakiem dekoracji. Odwrotnie - pojawić się miały rzeźby, lustra, ornamenty, kryształowe żyrandole. Wszystko to znacząco opóźniło budowę teatru. Do tego czasu koszty budowy pochłonęły już ponad 20 milionów rubli, a planowano wydać jeszcze kolejne 15 milionów. Na budowie pracowało ok. 350 robotników. W dalszym ciągu występowały problemy z akustyką (głównie z uwagi na kopułę), z którymi kolejni eksperci nie potrafili sobie poradzić. W 1937 budynek był ukończony jedynie w 66,7%. Choć otwarcie planowano na 1940 to kiepska organizacja pracy, braki w surowcach oraz w sprzęcie sprawiły, że termin ten okazał się nierealny. Na budowie teatru swe piętno odcisnął także okres Wielkiego Terroru. W 1937 wykryto tam rzekomą grupę szpiegów oraz dywersantów i w zasadzie rozstrzelano większą część kadry inżynierskiej, która do tej pory pracowała nad budową Teatru Opery i Baletu. Jeszcze w 1939 utworzono grupę operowo-baletową, która z powodu braku siedziby wystawiała spektakle m.in. w Tomsku i w Irkucku. Kolejną przeszkodą w ukończeniu budowy był atak Niemiec na ZSRR w 1941, który jeszcze bardziej spowolnił prace. W czasie wojny w nieukończonym jeszcze budynku przechowywano m.in. zbiory z Galerii Tretiakowskiej, Ermitażu, Muzeum Sztuk Pięknych im. Puszkina, Carskiego Sioła czy Pawłowska. Mimo wojny Rada Komisarzy Ludowych z powodów propagandowych postanowiła, że Nowosybirski Teatr Opery i Baletu powinien zostać jak najszybciej ukończony, a jego działalność oficjalnie rozpoczęta w murach nowej placówki. W 1944 budowa była ukończona, rozpoczęto także nabór dzieci i młodzieży do szkoły baletowej.

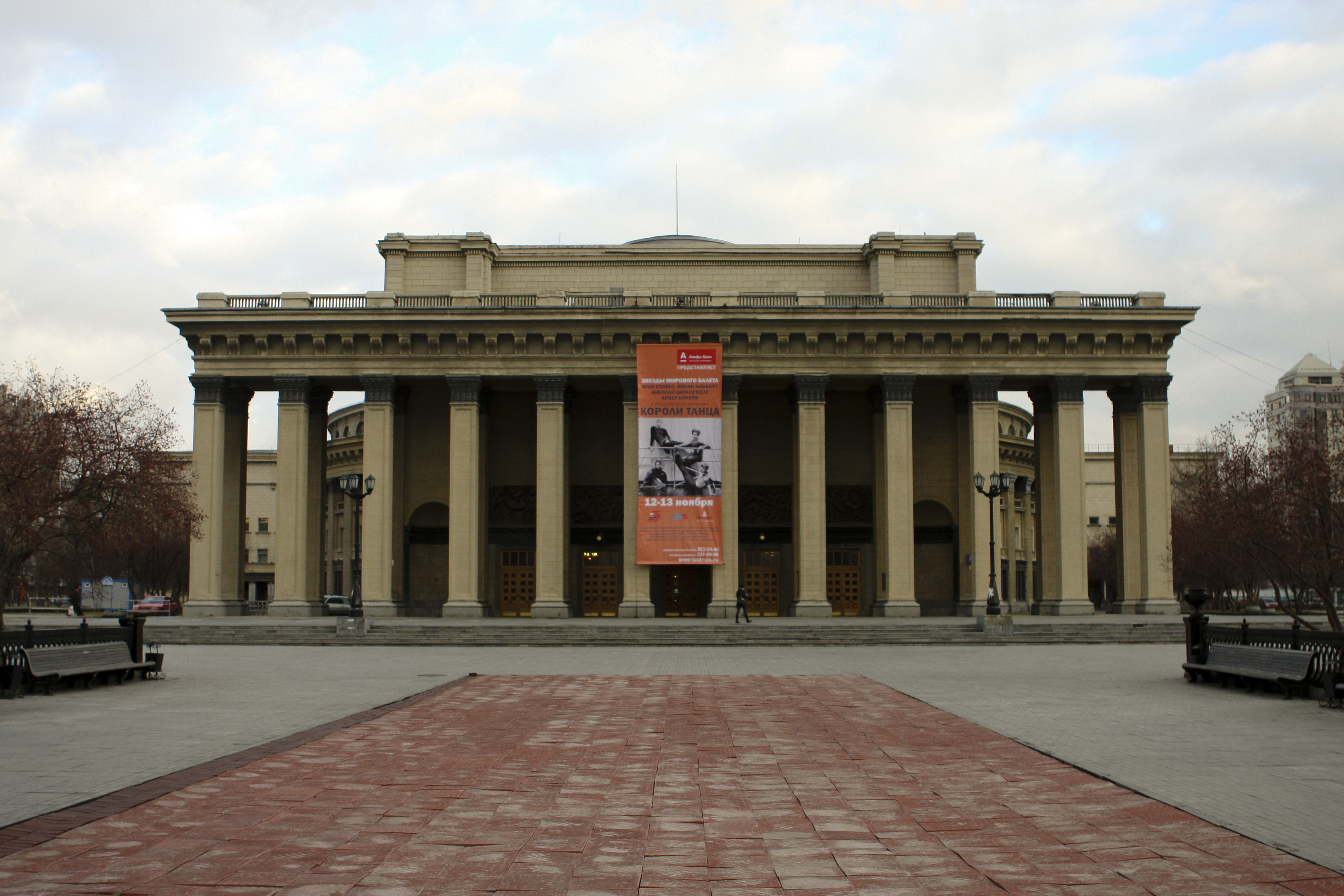
Widok na fasadę.

12 maja 1945 oficjalnie zainaugurowano działalność Nowosybirskiego Państwowego Teatru Opery i Baletu wystawiając Iwana Susanina Michaiła Glinki. Na czele zespołu baletowego stanął choreograf Michaił Moisiejew. Natomiast Korsarz był pierwszym wystawionym tutaj spektaklem baletowym, a pierwszymi wykonawcami m.in. Jefim Jefimow, A. Szenk, A. Egreszi i Wiera Juwatjewa. Prace wykończeniowe nad niektórymi elementami budowli miały trwać jeszcze do 1954. Ukończone wtedy północne skrzydło teatru różni się od reszty budynku i z różnych powodów (m.in. braku środków) odbiega od projektu. Brak jej monumentalności, nie zainstalowano też planowanych rzeźb i elementów dekoracyjnych. Jeszcze w październiku 1947 przy teatrze uruchomiono placówkę muzealną. W latach 1950–1953 grupą baletową kierowali Z. Wasiljewa i A. Pawłow, a w latach 1953-1958 na jej czele stał M. Satunowski. Do zespołu baletowego należeli m.in. A. Bałabanow, A. Berdeyszew, L. Kondraszowa, K. Matiuchina. Na początku lat siedemdziesiątych na deskach teatru wystawiono m.in. Romeo i Julię, Annę Kareninę Szczedrina, Spartakusa Chaczaturiana, Sylfidę. 30 grudnia 1963 placówce przyznano tytuł teatru akademickiego i od tej pory nosi on nazwę Nowosybirskiego Państwowego Akademickiego Teatru Opery i Baletu.
W 1984 podjęto decyzję o rekonstrukcji teatru, mającą na celu jego unowocześnienie. Rozmiar prac był imponujący: wymieniono dach kopuły teatralnej, odnowiony fasady, wymieniono miejsca siedzące, odnowiono ściany oraz dekoracje, wymieniono lampy i żyrandole, a także cały sprzęt techniczny oraz audio-wizualny. Po zebraniu funduszy, w 1986 rozpoczęły się prace. Postępowały one niezwykle wolno, do 1990 ukończono je tylko w lewym skrzydle budynku. Wiele problemów nastręczało odnowienie kopuły. Technologie użyte okazały się wadliwe, co zmusiło władze do wielokrotnych poprawek (ostatnie w latach 2004-2005). W 2001 przebudowę zaczęły współfinansować rosyjskie Ministerstwo Kultury. W 2003 rozpoczęto prace nad odnowieniem Wielkiej Sali, w sezonie 2004-2005 była ona zamknięta, a grupa teatralna gościła głównie na występach poza macierzystą placówką. Rekonstrukcja teatru jest w zasadzie nieukończona i prace w dalszym ciągu trwają.

## Teatr obecnie

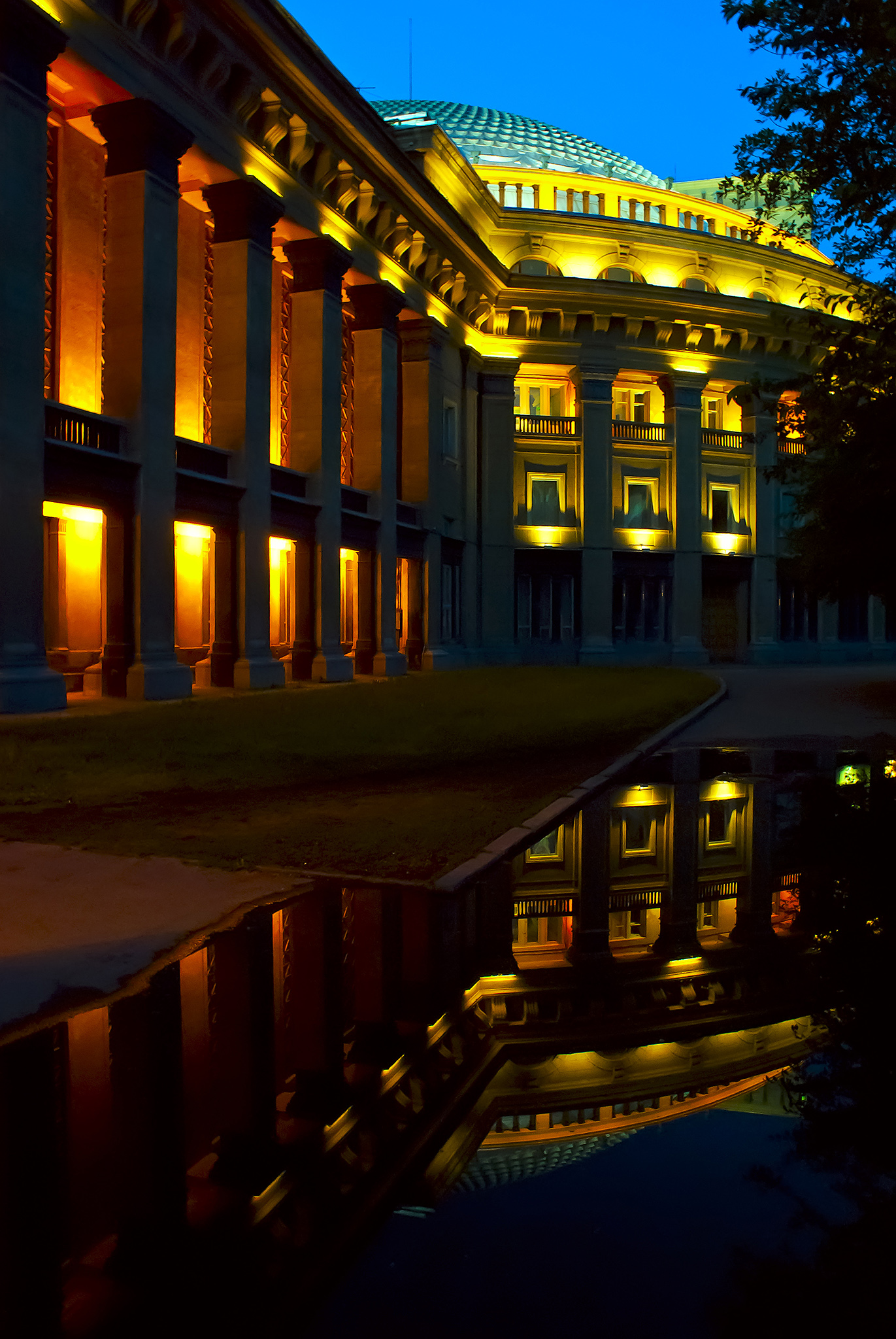
Widok w nocy.

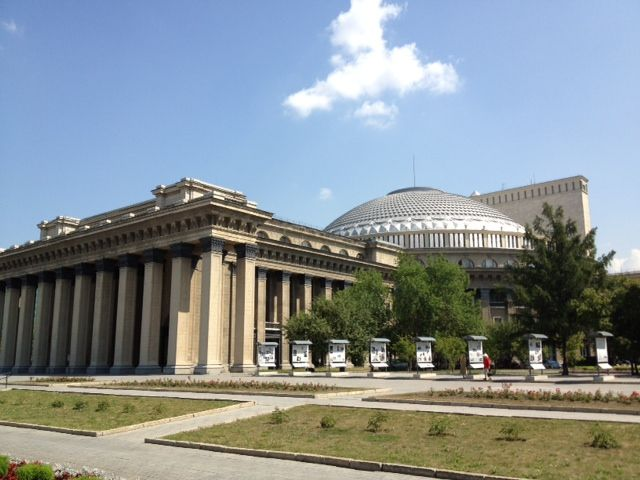
Widok na budynek.

### Dane techniczne
- Wielka Sala (liczba miejsc): 1762 + 6 dla osób niepełnosprawnych (i dalsze 6 dla osób towarzyszących)
- Sala Koncertowa (liczba miejsc): 375 miejsc
- Sala Prób (liczba miejsc): 130 miejsc
- Kubatura: około 294 340 m³
- Powierzchnia użytkowa: 11 837,8 m²
- Kopuła (średnica): 60 m
- Kopuła (wysokość): 30 m
- Głębokość sceny: 30 m
- Wysokość wieży scenicznej: 36 m
- Szerokość sceny: 24 m[13]

### Działalność
Ogółem w latach 1945-2011 Nowosybirski Teatr Opery i Baletu wystawił ponad 340 produkcji operowych i baletowych. Do grona solistów baletowych należą m.in. Anastazja Daniłowa, Jewgienij Graszczenko, Natalia Jerszowa, Anna Żarowa, a tancerzami kieruje Siergiej Krupko. Z teatrem współpracowała m.in. Marina Popławska. Nowosybirski Teatr Opery i Baletu występował gościnnie m.in. w Japonii, Australii, Nowej Zelandii, Chinach, Argentynie, Francji oraz w Polsce. Teatr był wielokrotnie nagradzany podczas różnych konkursów (m.in. podczas festiwalu teatralnego Złota Maska).

### Wybrany repertuar (2012)
- Carmen
- Chopiniana
- Cyganeria
- Dama Pikowa
- Don Kichot
- Dziadek do orzechów
- Eugeniusz Oniegin
- Faust
- Jezioro łabędzie
- Jolanta
- Kniaź Igor
- Kopciuszek
- Korsarz
- La Traviata
- Madame Butterfly
- Rigoletto
- Spartakus
- Szeherezada
- Śpiąca królewna
- Tosca[14]